# Chevalier Paul (D621)
El Chevalier Paul (D621) es una de las dos fragatas de la clase Horizon de la Marine Nationale, junto a la Forbin.
Esta fragata fue construida por Horizon SAS (un joint venture ítalo-francés), colocándose la quilla en 2003. Fue botado el casco en 2006. Y fue entregada en 2009. Dentro de su vida operativa, la Chevalier Paul ha participado de la Operación Chammal (en 2016).